# Divoký koník Ryn (film)
Divoký koník Ryn je československý rodinný film z roku 1981 režírovaný Václavem Gajerem. Film byl natočen podle stejnojmenné knihy pro děti Bohumila Říhy.

## Děj
Antonín Jakub ošetří po válce divokého koně, který zde zůstal po sovětských vojácích. Kůň je divoký a jeden z obyvatelů vesnice, pan Franc, dělá vše pro to, aby se koně zbavil. Na své straně má předsedu MNV, který za tímto účelem vydá vyhlášku. Antonín Jakub se vydá s Rynem na cestu. Cestou se zastaví na trhu, kde potká zájemce o Ryna, který by ho rád koupil, Antonín Jakub ho ale neprodá. Pak jede za svým bratrancem, kterému pomáhá česat ovoce. Bratrancovi se ale nelíbí Rynovo pobíhání na zahradě, takže Antonín Jakub jede na Rynovi domů. Cestou opět potká zájemce o Ryna, který ho pozve k sobě domů. Do noci jsou spolu na zahradě, kde zájemce stále přemlouvá Antonína Jakuba, aby mu Ryna prodal, ale Antonín Jakub si stojí na svém a Ryna neprodá, ani když mu zájemce za Ryna nabízí jeho klisnu. Společně se dívají, jak se Ryn s klisnou společně probíhají. Ještě v noci Antonín Jakub pokračuje v cestě domů. Doma zjistí, že mu v době, kdy byl na výletě s Rynem, někdo zapálil chalupu. Předseda MNV složí funkci a stejně tak strážník, který má zapálení domu vyšetřit.

## Obsazení
| Zdeněk Řehoř        | Antonín Jakub                     |
| Martina Králová     | Karolínka, vnučka Antonína Jakuba |
| Veronika Gajerová   | Daniela                           |
| Pavel Zajíc         | Ondra                             |
| Jan Faltýnek        | Turek                             |
| Jaroslava Tichá     | Turková                           |
| Miloš Nedbal        | bratranec Antonína Jakuba         |
| Bedřich Prokoš      | předseda MNV                      |
| Miloslav Štibich    | strážník                          |
| Karolina Slunéčková | Spudilová                         |
| Jiří Kostka         | Franc                             |

Neidentifikované role: Jiří Hálek, Otto Lackovič, Jan Skopeček, Ladislav Potměšil, Stanislav Štícha